# Número neutrónico

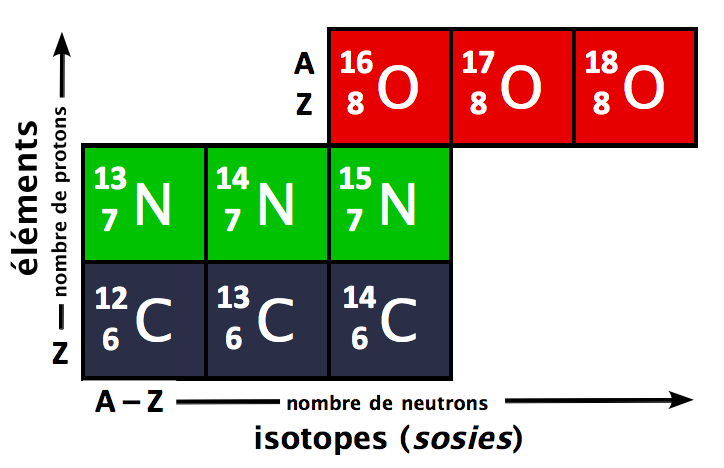
Isótopos del carbono, nitrógeno y oxígeno ordenados según el número neutrónico y el número atómico

Número neutrónico (N) es como se conoce en física y química al número de neutrones contenidos en un núcleo atómico de cualquier átomo de un elemento. Se puede relacionar con el número másico {\displaystyle A} (número de nucleones) y el número atómico (número de protones) {\displaystyle Z} mediante la relación:
{\displaystyle A=Z+N}
Núcleos diversos con el mismo número neutrónico se llaman isótonos.